# Opilio putnik
Opilio putnik is een hooiwagen uit de familie echte hooiwagens (Phalangiidae).